# Grünstadt
Grünstadt é uma cidade da Alemanha localizada no distrito (Kreis ou Landkreis) de Bad Dürkheim, no estado da Renânia-Palatinado.